# Аэробика на Европейских играх 2019
Аэробика на Европейских играх 2019 - соревнования по спортивной аэробике на Европейских играх 2019 проходили с 24 по 25 июня 2019 года в Минск-Арене. Было разыграно два комплекта медалей. В соревнованиях приняли участие 56 спортсменов.

## Календарь
| ЦО | Церемония открытия | 2 | Финалы соревнований | ЦЗ | Церемония закрытия |

| Июнь     | Июнь     | 21 Пт | 22 Сб | 23 Вс | 24 Пн | 25 Вт | 26 Ср | 27 Чт | 28 Пт | 29 Сб | 30 Вс | Медали |
| -------- | -------- | ----- | ----- | ----- | ----- | ----- | ----- | ----- | ----- | ----- | ----- | ------ |
| Аэробика | Аэробика |       |       |       | 1     | 1     |       |       |       |       |       | 2      |

## Медали
| Дисциплина       | Золото                                    | Серебро                                       | Бронза                                        |
| ---------------- | ----------------------------------------- | --------------------------------------------- | --------------------------------------------- |
| Смешанные пары   | Италия · Михела Кастольди · Давиде Донати | Румыния · Андреа Богати · Никола Дачиан Барна | Россия · Татьяна Конакова · Григорий Шихалеев |
| Смешанные группы | Россия                                    | Болгария                                      | Румыния                                       |

### Общий зачёт
| Общее количество медалей |          |        |         |        |       |
| Место                    | Страна   | Золото | Серебро | Бронза | Всего |
| 1                        | Россия   | 1      | 0       | 1      | 2     |
| 2                        | Италия   | 1      | 0       | 0      | 1     |
| 3                        | Румыния  | 0      | 1       | 1      | 2     |
| 4                        | Болгария | 0      | 1       | 0      | 1     |
| -                        | Всего    | 2      | 2       | 2      | 6     |